# 折田彦市
折田 彦市（おりた ひこいち、嘉永2年1月4日（1849年1月27日） - 1920年（大正9年）1月26日）は、明治時代に活動した日本の教育者・文部官僚。旧制第三高等学校（三高／現・京都大学）の初代校長として知られている。その前身校も含めれば約30年間にわたって三高の校長を務め、同校の「自由の学風」を築いたとされる。

## 生涯

### 生い立ち

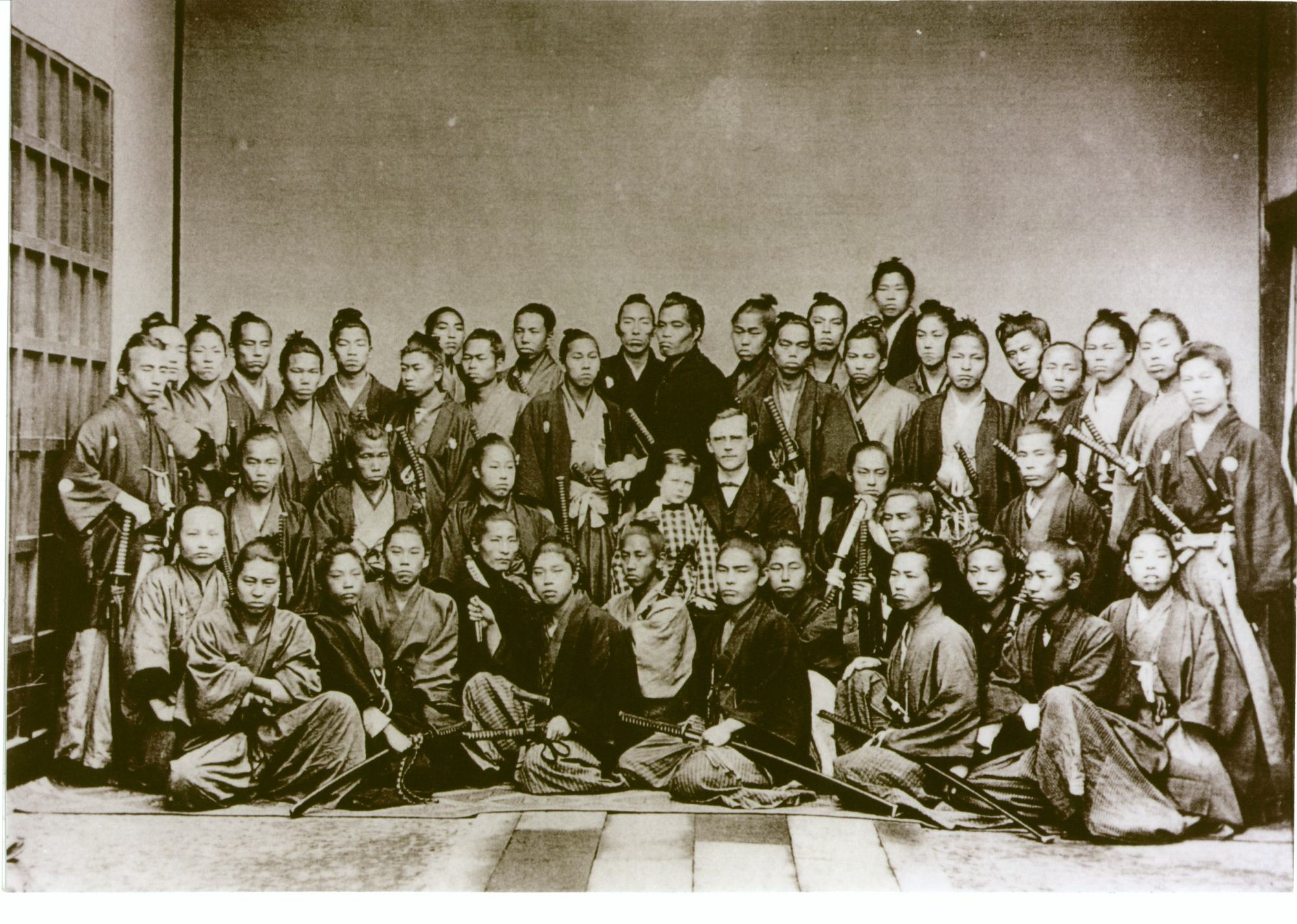
致遠館の学生群像。フルベッキ（中央）の右、白鞘の刀を持った岩倉具定の前に折田が写っている。

嘉永2年（1849年）1月4日 、薩摩藩士折田寧剛の四男として薩摩国鹿児島で生まれた。青年期までの名として彦市のほかに三之丞・権蔵があり、諱は年長であった。少年期には家族の縁に恵まれず、父は安政5年（1858年）に没し、母も慶応元年（1865年）に世を去っている。長兄の年昭に子がなかったため、その養子となっている。
折田は少年時に儒者の平田氏に学び、次いで藩校造士館に入学した。同じ時期、造士館では2歳年上の森有礼が学んでいる。文久2年（1862年）4月、14歳の時に藩主島津茂久（のち忠義）に小姓として出仕。慶応4年（1868年）1月、茂久に従って上洛した際、選ばれて岩倉具視の御附役となった。折田を岩倉に推薦したのは、長兄の年昭と親交があった西郷隆盛であるとも、大久保利通であるともされる。
折田は岩倉から厚い信頼を受けた。のちに折田が「系図」に自ら記したところによると、岩倉暗殺の風説が流れた際に随伴して警護に当たったことがあったという。戊辰戦争の際には岩倉の伝令役として、東山道鎮撫総督・副総督になった岩倉の二子（次男の岩倉具定と三男の岩倉具経）との連絡にあたり、戦闘に参加したこともあったらしい。
岩倉具視の意向で兄弟が総督・副総督を解任されると、折田は岩倉邸を離れ、神戸の洋学塾「水本塾」で英語を学んだ。岩倉も洋学の必要を認めており、明治元年（1868年）9月に具定・具経を折田に託して長崎に遊学させた。岩倉兄弟と折田は、佐賀藩が長崎に設立した致遠館に入学し、グイド・フルベッキに学んだ。フルベッキは長老派教会のオーバーン神学校を卒業、アメリカ改革派教会の宣教師として来日し、当時は長崎の致遠館と済美館で英語を教授していた。
フルベッキは明治2年（1869年）4月に明治政府の招聘により上京したため、岩倉兄弟と折田が彼に学んだ時期は短かった。しかし、フルベッキは宣教師ネットワークを通して日本人留学生の留学斡旋も行っており、折田らの留学にも大きな役割を果たすことになる。

### 米国留学

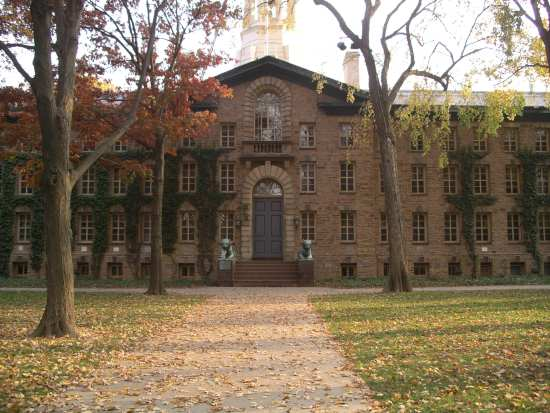
ニュージャージー大学（現プリンストン大学）

明治3年（1870年）3月、米国留学する具定・具経兄弟の随行者として折田は横浜を出航した。随行者にはほかに、長崎でフルベッキに学んでいた服部一三・山本重輔がいた。5人は政府の資金援助を得られる官費留学生であった。政府が折田に指示したテーマは「制度学」であった。岩倉兄弟と服部・山本はニュージャージー州ニューブランズウィックのラトガース大学の予備校（グラマースクール）に入学したが、折田だけはニューブランズウィックから西へ10km離れたミルストンの町に赴き、エドワード・コーウィン牧師宅に寄宿した。折田だけが別行動になった理由は、折田の英語力不足（岩倉兄弟も同様であったが、彼らには身分があった）、日本人学生を受け入れる下宿探しの困難、定員の制約などが推測されている。歴史学者としても知られるコーウィン牧師は複数の日本人留学生を受け入れており、折田は神田乃武と一時期同居していた。ミルストンで折田は毎日のように教会に通い、聖書の勉強会に参加するようになる。
旧知の森有礼は、当時駐米公使としてアメリカに赴任していた。折田は、森やほかの留学生仲間と頻繁に手紙や書籍のやり取りをしている。原保太郎、最上五郎、戸田氏共などとは親しい交流があったほか、スイスに留学していた同郷の大山巌と文通をしている。
1872年3月、岩倉使節団で訪米した岩倉具視に兄弟の状況を報告するため、折田はワシントンに赴いている。1872年5月、具定は体調不良のため帰国、具経は父と共にヨーロッパに渡り、折田は岩倉兄弟の随員としての制約から解放された。

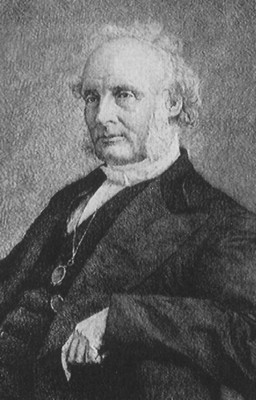
ジェームズ・マコッシュ

折田は1872年6月27日にプリンストンのニュージャージー大学（現・プリンストン大学）に合格し、入学する。長老派教会の大学である同校を受験したのはコーウィンの勧めであるといわれるが、森有礼も大きく関わっているとされる。折田の入学の際には森有礼がプリンストンまで赴き、保証人としてサインをしている。ニュージャージー大学の1年上には高良二（高良之助）がおり、親交を結んだ。当初は全科目（ラテン語やギリシャ語などの古典語を含む）を履修する正規の学生ではなく「専科生」としての扱いであったが、古典語をはじめとして猛勉強を行い、4年次には正規の学生に認められている。一方で在学中には当時アメリカの大学で流行していたスポーツにも親しみ、男女の友人も多かった。
ニュージャージー大学の学長ジェームズ・マコッシュは、スコットランドから招聘されて南北戦争後の大学再建に努めた人物（在任：1868年 - 1888年）であり、「秩序ある自由」のもとで学生の自主性と学習意欲を重んじ、選択科目制を導入した。教育者折田の「自由」の精神は、この留学時代に培われたとみなされている。
キリスト教には熱心に接し、祈祷会は欠かさず出席、マコッシュの朝礼挨拶にも熱心に参加し、学校の教会に1日に3度行くこともあったという。卒業を控えた1876年5月28日に、マコッシュの司式によりキリスト教の洗礼を受けている。1876年6月、バチェラー・オブ・アーツ（学士）の学位を得てニュージャージー大学を卒業した。卒業に際しては、成績上位者の中から教員の投票によって選ばれ、式辞を述べる栄誉を得た（板倉によれば、「日本の過去及び現在」という題目で、大学内の教会で講演を行った）。なお、のちの1882年7月にマスター・オブ・アーツ（修士）の学位を得ている。
1876年には、米国でフィラデルフィア万国博覧会が開催され、日本政府も出展を行った。この際、折田は博覧会副総裁西郷従道から調査・通訳などへの協力を求められた。大学卒業後の6月に正式に米国費府博覧会御用掛を命じられて2ヶ月間勤務し、西郷ら要人の視察に同行。報労金として150ドルを受領した。折田は博覧会終了後に西郷の許可を得て、博覧会に出品されていた『日本博物誌』を母校に寄贈する。
折田は1876年（明治9年）9月2日にニューヨーク港からアカプルコ号で帰国の途につく。パナマ運河を経由し、サンフランシスコでシティ・オブ・ペキン号に乗り換え、10月27日に横浜港に帰国した。なお、この船の上で同郷の文部官僚畠山義成（杉浦弘蔵）の死を看取っている。

### 教育界に入る

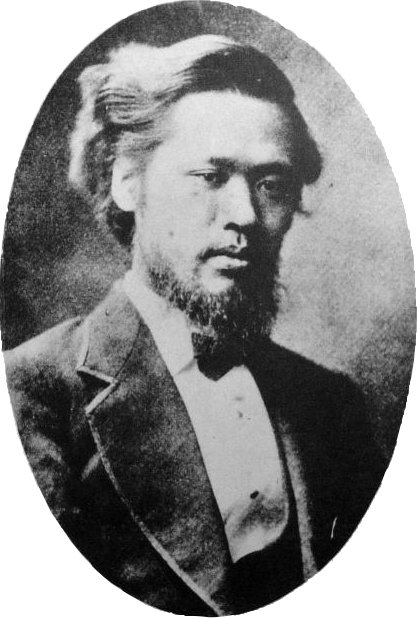
森有礼は折田の歩みに深く関わった。

帰国した折田は、1876年（明治9年）11月16日付で文部省督学局勤務の辞令を受ける。後年折田本人が語ったところによれば、文部省入りは大久保利通の推薦によるというが、残されている折田の日記にはそうした事情は記されていない。折田は学監ダビッド・モルレーの通訳を務め、東京府の学校視察に同行するなどしている。
1878年（明治11年）4月には外務省に入った。これは外務大輔であった森有礼との関係によるものとみられる。なお、この4月に佐登子夫人と結婚している。同年11月4日には二等書記生としてイタリア・ローマ公使館勤務を命じられたが、病のため任地に赴かないまま辞職、文部省に戻った。
1879年（明治12年）10月、体操伝習所主幹に任命され、教育界に入る。この学校は体操指導者を育成する学校であり、ジョージ・アダムス・リーランドが教授として指導に当たっていた。折田の人事について、日本の体育教育の立ち遅れに対して兵式体操の導入を主張していた森有礼との関係を推測する見方がある。折田はその後校長を務める学校で、体操教育の導入に積極的に取り組むことになる。

### 三高前身校とのかかわり
1880年（明治13年）5月7日、31歳の折田は大阪専門学校校長に着任した（前任者は服部一三）。就任当時、大阪専門学校には本科（化学科・医学科）・予科があったが、7月には化学科が廃止されて本科は医学科のみとなった。折田は医学科の拡充を企図し、教室や附属病院の用地の選定にあたるなど、精力的な動きを見せた。しかし同年12月11日、文部省の財政問題などから改組が行われ、大阪専門学校は従来の予科（大学進学のための予備教育機関）を主体とする大阪中学校となった。折田が拡充を目指していた医学科は消滅し、折田は学生の行き先を求めて奔走することになる。めまぐるしく変わる教育政策に翻弄された折田は、文部省に対して「事漸く成るに近して……本校改称の挙に遭ひ、企画計画する処頓に全く廃す」と不満をあらわにした年次報告書を提出している。
折田は、寄宿舎の整備、体操教育の導入など学校内容の充実に務めた。大阪中学校は最初の（唯一の）官立中学校であり、文部省からは地方の中学校の模範となることが期待されていた。当時は中学校に関する方針自体が未整備であり、中等教育と高等教育の接続も定まっていなかった。このため、折田が制定した教則は、その後の中学校のあり方を方向づけ、指導的な役割を果たした。折田は「模範学校」の校長として、近隣諸府県や上京出張時の沿道府県の学校の視察にもあたった。折田は中学校を大学に直接接続する学校として整備する一方、大阪中学校を大学相当の教育機関に発展させることを構想していた。
1885年（明治18年）、折田は大阪中学校校長として「関西大学創立次第概見」を文部省に提出する。これは、大阪中学校を改組・拡張して関西に第二の大学を開設しようとするものである。同年7月、大阪中学校は大学分校と改称され、折田は大学分校校長となった。

### 文部省学務局長
1885年（明治18年）12月、折田は文部権大書記官・学務局次長心得に任命され、大学分校校長を去った（後任は中島永元）。1886年（明治19年）3月には学務局長に就任した。
折田が文部省に呼び戻されたのは、1885年（明治18年）12月に文部大臣に就任した森有礼による文部省の官制改革と人事刷新に伴うものである。森は学校教育制度の改革に着手しており、折田はこの作業に加わっている。1886年（明治19年）3月から4月にかけて諸学校令（帝国大学令・師範学校令・中学校令・小学校令など）が制定された。
この際、大学分校も中学校令に基づいて高等中学校に改組され、1886年（明治19年）4月29日に第三高等中学校となっている。校長は引き続き中島永元が務めた。

### 第三高等学校校長

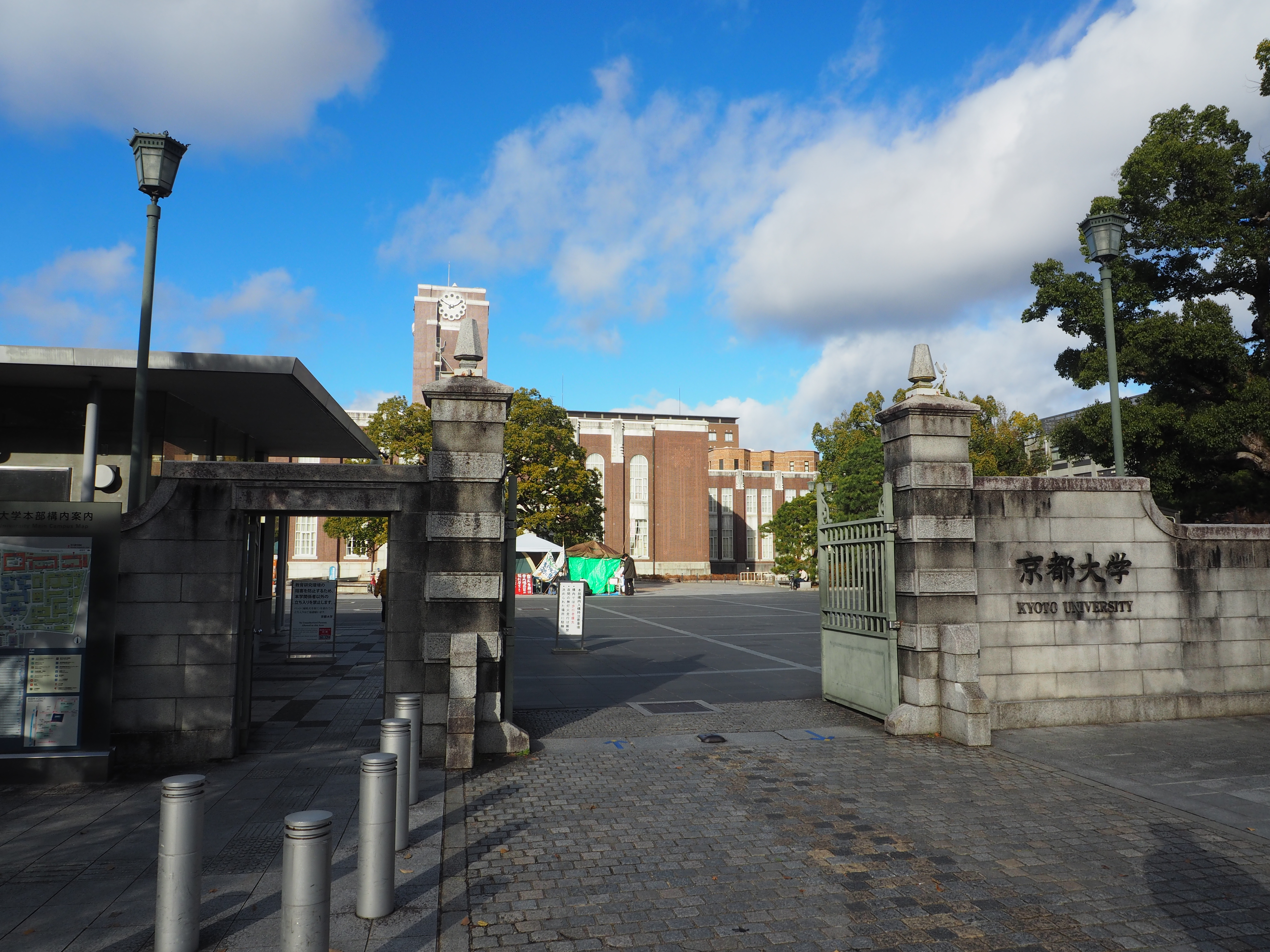
現在の京都大学本部構内正門は、1889年に第三高等中学校正門として建設された。

1887年（明治20年）4月、中島永元が文部省に転出し、折田が第三高等中学校の校長に復帰することになった。第三高等中学校は京都への移転が決定されており、折田はその準備を進めるとともに、本科や医学部の設置を行っている。1889年（明治22年）8月、第三高等中学校の京都・吉田（現・京都大学本部構内）への移転が完了した。なお、この間の1889年（明治22年）2月11日、森有礼文相が暗殺されている。旧知であり公私ともに親密な関係にあった森の横死は、折田のその後に影響を及ぼしたと考えられる。
1894年（明治27年）6月23日、第三高等中学校は高等学校令による高等学校に改組、第三高等学校となり、折田はその初代校長となった。第三高等学校には予科が置かれず、法学部・工学部・医学部が置かれた。これは将来、三高の大学への昇格を視野に入れたものである。しかし、これに伴って従来の高等中学校の本科・予科はともに解散されることになった。所属していた学生の大部分は各地への離散を余儀なくされ、7月7日、最後の卒業証書授与式後「分袂式」を開いて京都を去った。この出来事は折田にも痛恨の出来事として受け止められたようであり、折田は当局者に対して「人の子供を預かって斯んな残酷なことは出来ない、二度と解散などと云ふ事を遣られるならきっぱりお暇を貰ふ」と言ったと後年回想している。
1897年（明治30年）には京都帝国大学が設立されることとなった。第三高等学校長の折田は、牧野伸顕（文部次官）、木下広次（文部省専門学務局長、元第一高等学校校長）、永井久一郎（文部省会計課長）とともに創立委員に任命され、審議にあたっている。文部省内の当初案では三高を昇格して帝国大学にする案もあり、関西への大学新設を働きかけてきた経緯から、折田を京都帝大総長の有力候補とする観測もあったが、結局初代総長には木下広次が就任した。第三高等学校は施設を京都帝国大学に譲渡し、吉田神社参道（東一条通）を隔てて南側の二本松地区（現・京都大学吉田南構内）に移転した。第三高等学校は大学予備教育機関として転換され、予科が復活設置される一方で専門学部は廃止された。
1910年（明治43年）11月、校長を辞任。突然の辞任の理由について折田は語っておらず、はっきりしない。折田は前年還暦を迎えており、おそらく老齢と健康問題によるものと推測されている。折田彦市前校長退任式と酒井佐保新校長就任式は11月27日に武道場で行われた。折田は「三高三十年の感想は、わずかな時間に尽くすべくもない。私の生活は第三高等学校であった」と退任の挨拶を述べ、生徒の中には涕泣するものもあったという。

### 退任後
折田は退任後も京都に住んだ。折田は大日本武徳会の副会長を務め、武徳会が運営する武術専門学校（のちの大日本武徳会武道専門学校）の校長を務めている。また、古くから親交のあった（長兄・年昭の親友であった）高崎正風が主宰する道徳団体「一徳会」の副会長などを務めた。
1910年（明治43年）12月27日には貴族院議員（勅選議員）に選ばれ、死去までその席にあった。1911年（明治44年）7月28日には錦鶏間祗候となっている。
1912年（明治45年）5月1日の創立記念日に、三高で肖像画（藤島武二画）の除幕式が行われた。1916年（大正5年）、三高に名誉教授の制度が設けられ、同年4月7日、折田に最初の名誉教授の称号が贈られた。
1920年（大正9年）1月26日、当時大流行していたスペイン風邪のため死去（70歳没）。71歳の誕生日の前日であった。墓所は三高にほど近い真正極楽寺（真如堂）。

## 折田彦市と「自由の学風」

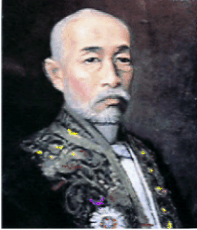
肖像画（1912年、藤島武二画）

三高の「自由」の精神は、しばしば折田の人格と不可分のものとして捉えられる。折田自身が「自由」について特に書き残したものはないというが、明治30年代頃から学生の間で「自由」を校風とする雰囲気が醸成されるようになり、それが折田校長の人格に結び付けられるようになったようである。折田退任後間もない1913年（大正2年）には早くも、学内雑誌『嶽水会雑誌』に掲載された小論に「前折田校長の人格其物が三高の精神となって表現したのが自由である」と記された。大城富士男が著した『神陵小史』（1935年）には、三高の自由は折田先生の人格から出たものであると記す。大学分校時代に折田の薫陶を受け、のちに同志社総長になった牧野虎次は『三高八十年の回顧』において、「三高の歴史は折田先生の頌徳史に外ならぬ」と述べた。
折田の教育方針は「無為にして化す」と表現されるもので、生徒の人格を最大限認め、可能な限り干渉を排する姿勢を貫いていた。高等中学校時代の1889年（明治22年）に、教職員と生徒の間で互いに「さん」付けで呼び合う原則を定めたことは、生徒の人格を尊重する姿勢の象徴として言及される。
折田校長の下で三高生徒の間に「自由」の気風が醸成されたが、三高卒業生が編纂した『神陵史』によれば、学校全体が共有する学風として定着するには相応の時間を要したという。三高では校長が交替するたびに、生徒が新校長に校風の遵守を求めるということが風習であったが、その始まりは、1910年（明治43年）、折田校長退任式と同時に行われた酒井校長就任式である。酒井が新任挨拶の中で三高の「自由主義的」な校風に触れ、その放恣を厳しく戒めたところ、生徒たちは次々に発言を求め、伝統と校風を強調するとともに、新校長にその遵守を迫ったという。1922年（大正11年）には、生徒の統制を強めた第3代校長金子銓太郎に対する激しい排斥運動が起こっている。金子に代わった第4代校長森外三郎以後、溝淵進馬、森総之助といった歴代の校長は折田校長時代の三高を卒業した人物であり、その学校運営は折田を範としたものになった。
三高の「自由の学風」は、隣接地にあり人的な交流も活発であった京都帝国大学の学風に影響を与えたと考えられており、新制京都大学の「自由の学風」にもつながっているとされる。後年、折田の銅像へのいたずらが激化した際、京都大学当局は「折田彦市先生は、第三高等学校の校長として京大の創設に尽力し、京大に自由の学風を築くために多大な功績を残した人です」という看板を設置している。

## 人柄・逸話
- 2歳年長の森有礼は、造士館に同時期に学び、以後さまざまな形で折田の人生と関わった。折田は6人の男子に「有」の字の入った名前を付けているが、これは、森有礼に対する敬愛の念から出たものとされている[69]。
- 渡米1年半後の1872年1月から日本に帰国した1876年の12月にかけて英語で記した日記が残されており、これにより折田の留学生活が明らかになっている。折田家から三高同窓会への寄託を経て、現在は京都大学文書館に所蔵されている。
- スポーツのうち、折田が特に愛着を示したのはクロッケー（日本のゲートボールの原型に当たる球技）である。ニュージャージー大学に合格した折田は、記念写真を撮りに行くとともにクロッケーのセットを購入している。イギリス発祥のクロッケーは1870年頃にアメリカに渡り大流行していた。日記には、男女の友人知人たちとしばしばクロッケーに興じたことが記されている[70]。なお、大阪中学[28]や三高にも教育の一環としてクロッケー場が作られた。
- ニュージャージー大学では「Hiki」「Hiko」と呼ばれて人気があり、友人も多かった[71]。とくに、のちにオーバーン神学校（英語版）の校長となるジョージ・スチュワート (George Black Stewart) とは長く親交を持った。後年、スチュワートが来日した際に再会を果たしている。折田は母校再訪を願っていたが、これは叶うことがなかった。折田が死去した際、ニュージャージー大学の同窓会週報には折田の事績が詳述されるともに、同級生たちからの弔辞が載せられている[72]。
- 折田は熱心なクリスチャンであった。しかし、官立学校の校長という立場もあり、自らの信仰を直接教育に反映させることはしていない。なお、1875年に京都に同志社を設立した新島襄のアメリカ滞在（1865年 - 1875年、フィリップス・アカデミー→アマースト大学）は折田と重複しており、駐米公使森有礼や岩倉使節団とも関係を持った。折田と新島はキリスト教・中高等教育・京都という共通項で比較されることがある[73]。
- 寄宿舎の風呂に赴き、生徒たちとともに入浴することもしばしばであった[74]。退任後も時には三高の運動場に現れ、学生たちの運動の模様を見ていたという[75][55]。
- 1912年（明治45年）5月1日（三高創立記念日）に、藤島武二が描いた折田の肖像画の除幕式が行われた[58]。なお、藤島は折田と同郷（鹿児島県出身）である[76]。除幕式に招かれた折田は、「草葉の蔭からでも永久に諸君が勉強の様子を見ることが出来て誠に幸福な次第」と語っている[77]。三高の廃止後、この肖像画は旧制第三高等学校同窓会が保存、財団法人三高自昭会が管理してきたが、2013年5月に三高同窓会が解散したため、京都大学文書館に寄贈された[76]。
- 1940年（昭和15年）5月1日、卒業生有志者の寄付によって造られた胸像が除幕され、三高本館前庭に据えられた。現存する銅像は1950年に制作されたものである。銅像はかつての三高敷地である京都大学教養部（のち総合人間学部）に再建されたが、いたずらの激化などから撤去された（この銅像をめぐる事項は折田先生像を参照のこと）。2010年10月より、京大吉田キャンパス本部構内南側の三高記念館設置準備室で一般公開が再開され、2013年より京大吉田キャンパス本部構内の百周年時計台記念館1階の歴史展示室にて一般公開されている。

## 系譜・家族
折田家は薩摩藩の中堅の武士であったが、その記録は西南戦争によって大半が灰燼に帰した。彦市は、1885年（明治18年）に「折田家系図」を作成している。
祖先の折田年寧は、天文23年（1554年）に戦功をあげ、島津貴久から「権五右衛門」の名を授けられたという。彦市の父・寧剛は年寧より10代目にあたる。彦市には姉2名・兄3名があった。
父母
- 父：寧剛（平八、彦左衛門）
- 母：志計

兄弟
- 長兄：年昭（寧行、権兵衛、平八）
軍役奉行を務め、薩英戦争の際に英国軍艦に乗り込んで談判を行った一人である[79]。彦市が滞米中の明治3年（1870年）に死去している。享年36。
- 次兄：徳次郎（夭折）
- 三兄：竹内実輝（伊左衛門）
竹内家に養子に入り、藩主茂久の右筆を務めた。戊辰戦争に従軍し、仙台藩との戦いで常陸国で戦死。享年29。墓所は長源寺（福島県いわき市）[78]。

妻
- 佐登子
鹿児島県士族尾上喜之助の四女。1878年（明治11年）4月に結婚[39]。6男2女があった[55]。

子女
- 長男：有恒　陸軍軍人
- 二男：有倫　陸軍軍人
- 三男：有彦　内務官僚、宮中顧問官
- 四男：有義
- 五男：有信
- 六男：有忠
- 長女：照子　荻原家に嫁ぐ。
- 次女：妙子　大丸の下村家に嫁ぐ。父の看病でスペイン風邪に罹患し死去。

## 栄典
- 1881年（明治14年）9月24日 - 従六位[80]
- 1886年（明治19年）7月8日 - 正六位[81]
- 1892年（明治25年）2月29日 - 従五位[82]
- 1892年（明治25年）12月29日 - 勲六等瑞宝章[83]
- 1896年（明治29年）12月25日 - 勲五等瑞宝章[84]
- 1897年（明治30年）4月30日 - 正五位[85]
- 1898年（明治31年）6月28日 - 勲四等瑞宝章[86]
- 1902年（明治35年）6月30日 - 従四位、勲三等瑞宝章[87]
- 1907年（明治40年）12月10日 - 正四位[88]
- 1910年（明治43年）6月24日 - 勲二等瑞宝章[89]
- 1911年（明治44年）1月31日 - 従三位[90]
- 1912年（大正元年）8月1日 - 韓国併合記念章[91]
- 1915年（大正4年）11月10日 - 大礼記念章[92]
- 1916年（大正5年）4月1日 - 旭日重光章[93]
- 1920年（大正9年）1月25日 - 正三位[94]